# Scymnus rubromaculatus
Scymnus rubromaculatus – gatunek owada z rodziny biedronkowatych z rzędu chrząszczy.

## Ekologia
W okresie wegetacyjnym znajdowany na różnych krzewach i drzewach liściastych w lasach, parkach i sadach. Zimuje w ściółce, pod suchymi trawami, opadłym listowiem i wśród mchów.

## Występowanie
Gatunek południowopalearktyczny, rozmieszczony w prawie całej Europie prócz północnych części Wysp Brytyjskich i Fennoskandii. W Polsce notowany z nielicznych stanowisk, zarówno na terenach nizinnych, jak i górskich.